# Kolová

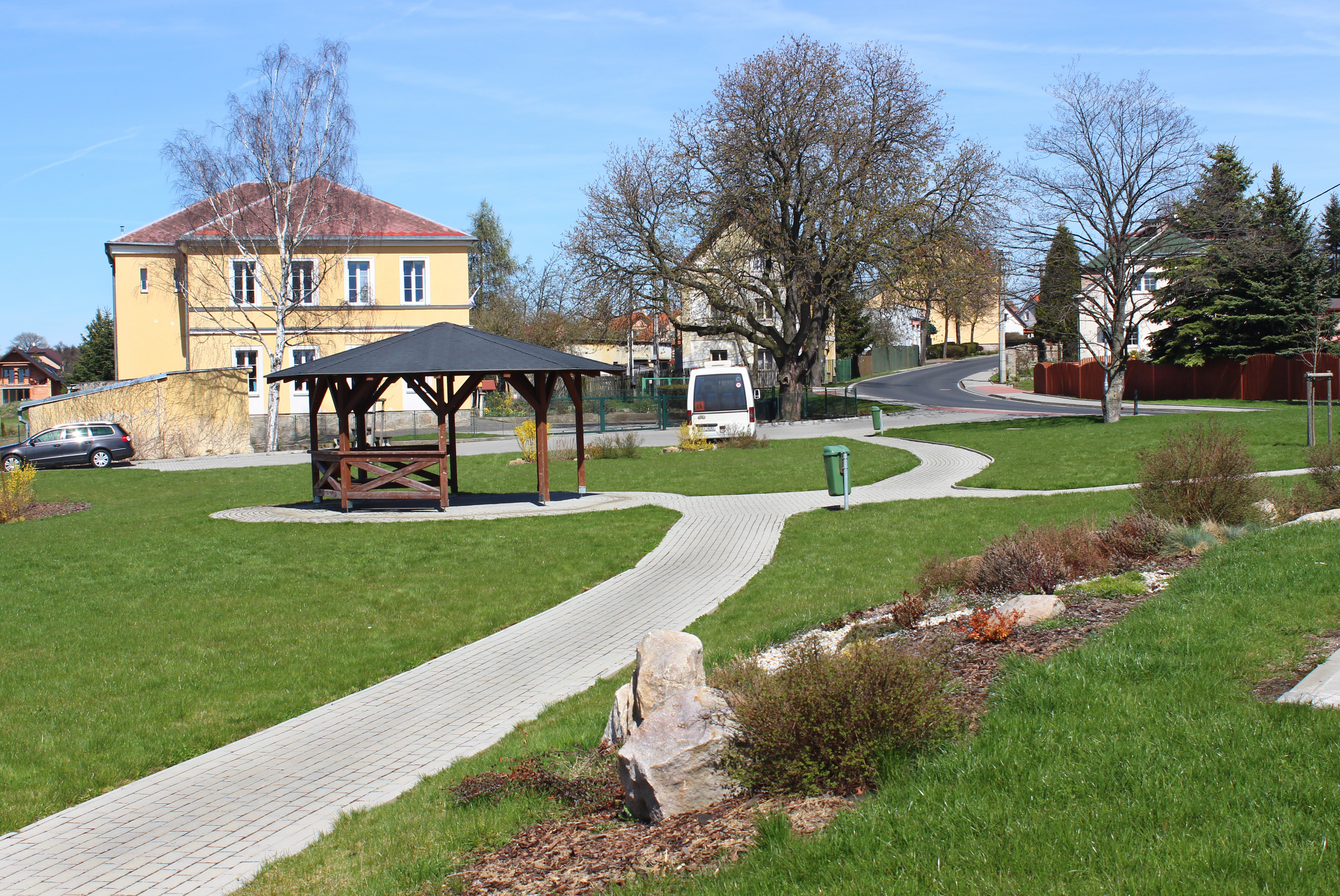
Kolová

Kolová (deutsch Kohlhau, früher auch Kohlau) ist eine Gemeinde in Tschechien. Sie liegt fünf Kilometer südlich von Karlovy Vary und gehört zum Okres Karlovy Vary.

## Geographie
Kolová befindet sich am Rande des Kaiserwaldes auf einer Anhöhe im Quellgebiet des Cínový potok. Nordöstlich liegt der Flughafen Karlsbad, im Westen der Stausee Stanovice. Am nördlichen Ortsrand befindet sich der Teich Kolovák. Südlich von Háje liegt ein Golfplatz.
Nachbarorte sind Karlovy Vary, Na Rybníce, Hůrky und Olšová Vrata im Norden, Andělská Hora im Nordosten, Telenec und Pila im Osten, Dolní Dražov und Nové Stanovice im Süden, Stanovice im Südwesten, Háje im Westen sowie Březová im Nordwesten.

## Geschichte
1622 erfolgte die erste Erwähnung der zu Funkenstein gehörigen Einöde Kohlhau. Die berní rula von 1654 weist für die Köhlersiedlung einen Beisassen aus. 1713 wurde Kohlhau, das aus vier Anwesen bestand, zu einer eigenen Dorfgemeinde mit einem Schulzen.
Nach der Aufhebung der Patrimonialherrschaften bildete Kohlau/Kohlava ab 1850 einen Ortsteil der Gemeinde Schneidmühl/Pila im Bezirk Karlsbad. 1873 entstand die Gemeinde Kohlhau. Im Jahre 1900 bestand die Gemeinde aus 103 Häusern und hatte 728 Einwohner, von denen bis auf einen Tschechen alle der deutschen Volksgruppe angehörten. 1923 wurde der tschechische Name des Dorfes in Kolavá geändert.
Infolge des Münchner Abkommens wurde Kohlhau 1938 dem Deutschen Reich angeschlossen und zunächst dem Landkreis Karlsbad zugeordnet. Die tschechischen Bewohner wurden zwangsausgesiedelt. 
Am 1. Mai 1939 erfolgte die Eingemeindung nach Karlsbad. Bis 1945 war die Kohlhau Teil des Stadtkreises Karlsbad und kam nach dem Ende des Zweiten Weltkrieges zur Tschechoslowakei zurück. Nach Kriegsende wurde die Eingemeindung aufgehoben. Ab 1945 erfolgte die Vertreibung der meisten Deutschen. Die neuen Siedler kamen aus Böhmen, Mähren und der Slowakei. Darunter waren auch einige, die die Höfe nicht bewirtschaften, sondern nur plünderten. Insgesamt blieben viele Gehöfte unbewohnt, verfielen und wurden schließlich abgerissen. 
1950 entstand in Kolová ein Staatsgut mit dem Schwerpunkt der Tierproduktion. Dieses errichtete einen Komplex von Kuh- und Schweineställen. Für die Beschäftigten des Gutes wurde 1964 ein Plattenbaublock errichtet. Im Zuge des Baus der Talsperre Stanovice erfolgte 1973 der Abriss der Schweinezuchtanlage und die weitere Viehzucht wurde deutlich reduziert. 1974 wurde das Landschaftsschutzgebiet ChKO Slavkovský les eingerichtet, zu dem der größte Teil der Fluren der Gemeinde gehört. Von 1946 bis 1960 gehörte Kolová zum Okres Karlovy Vary-okolí und seit 1961 wieder zum Okres Karlovy Vary. 1976 erfolgte die Eingemeindung von Pila, das seit 2000 wieder eigenständig ist. Der Ortsteil Kolová besteht aus 220 Häusern und hat etwa 600 Einwohner.

## Gemeindegliederung
Die Gemeinde Kolová besteht aus den Ortsteilen Háje, bis 1945 Funkštejn (Funkenstein) und Kolová (Kohlhau), die auch Katastralbezirke bilden.

## Sehenswürdigkeiten
- Kapelle der hl. Anna, erbaut 1873. 1930 erfolgte ein Umbau.
- Reste der Burg Funkštein (Funkenstein) auf dem Zámecký vrch (Schlossberg), westlich der Gemeinde über dem Tal des Baches Lomnický potok. Sie wurde im 12. Jahrhundert errichtet und war eine kleine Wachtburg des Grenzbefestigungssystems der Přemysliden.

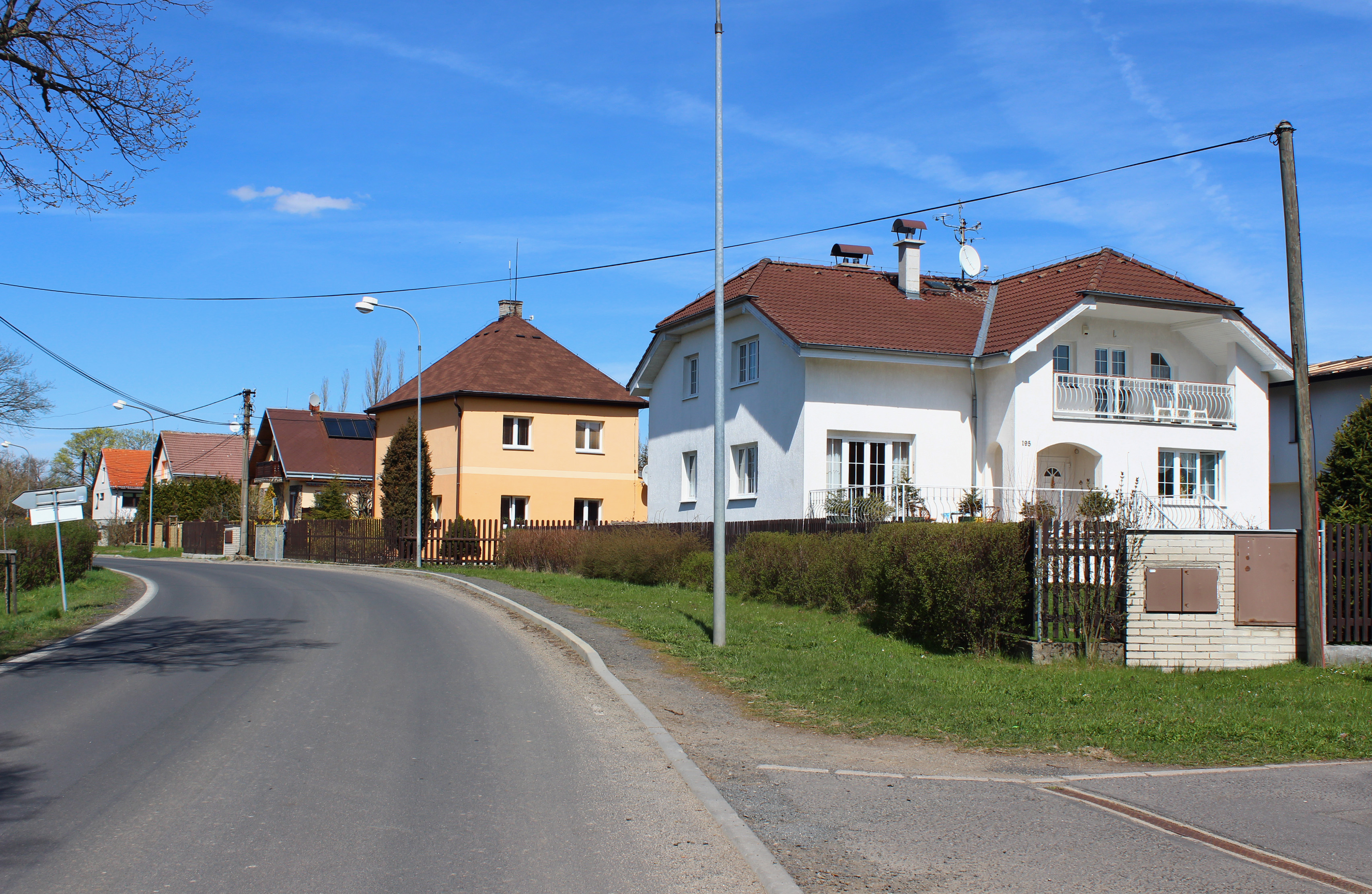
Nordteil
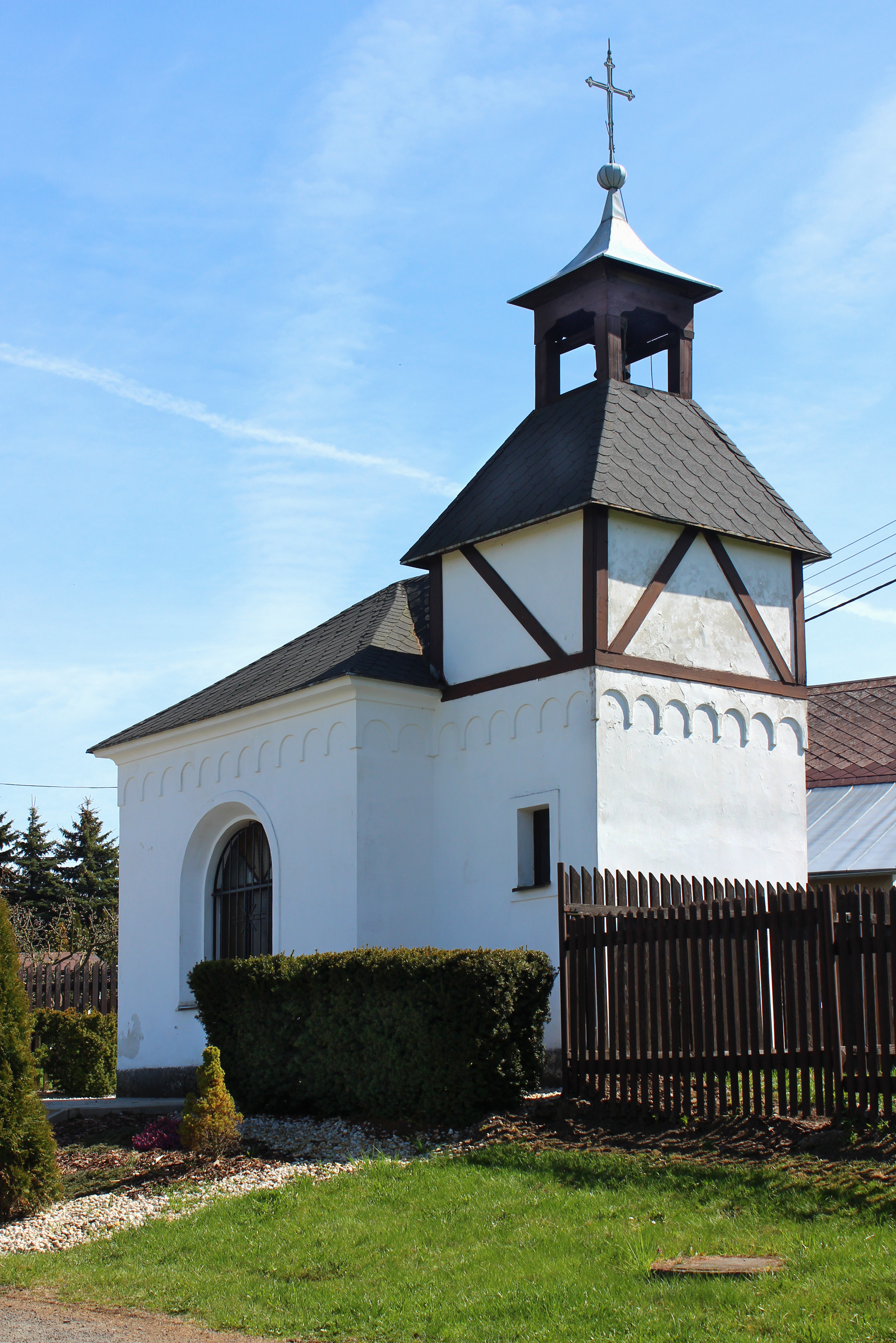
Kapelle
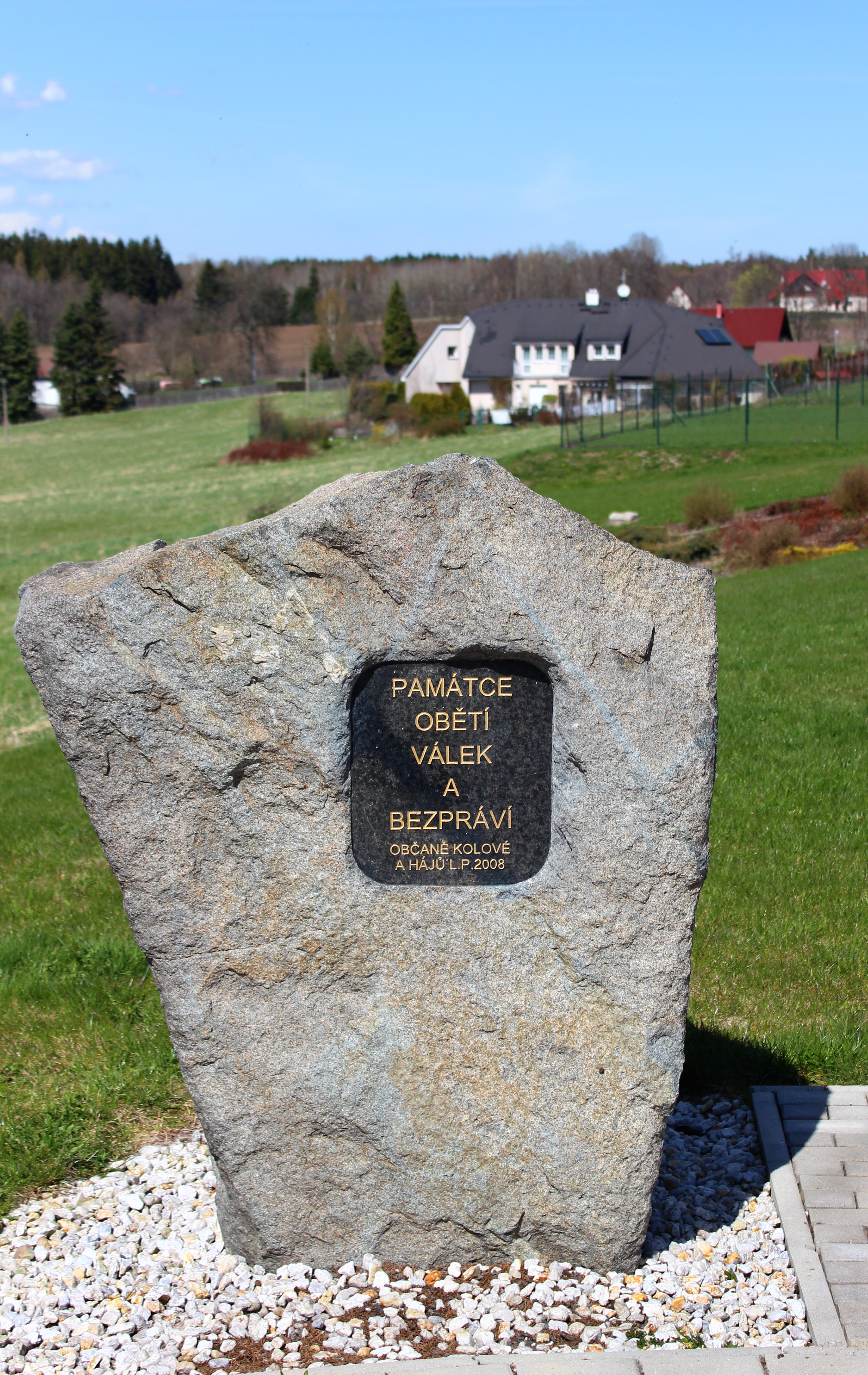
Denkmal